# آنیندا سینا
آنیندا سینا (انگلیسی: Aninda Sinha؛ زادهٔ) یک دانشمند در زمینه فیزیک است. وی برندهٔ جایزه مرکز بین‌المللی فیزیک نظری شده است.